# Сонце, море і хлопці
«Сонце, море і хлопці» (англ. Where the Boys Are '84) — Ремейк фільму 1960 року з однойменною назвою.

## Сюжет
Чотири однокурсниці відправляються на канікули у Флориду, де їх чекає знайомства з хлопцями та інші пригоди.

## У ролях
- Ліза Гартман — Дженні Купер
- Лорна Луфт — Керол Сінгер
- Венді Шаал — Сандра Роксбері
- Лінн-Голлі Джонсон — Лорі Джеймісон
- Расселл Тодд — Скотт Неш
- Говард МакДжиллін — Чіп
- Крістофер МакДональд — Тоні
- Деніел МакДональд — Камден Роксбері
- Алана Стюарт — Меггі
- Луіз Сорель — Барбара Роксбері
- Денні Б. Гарві — The Rockats
- Майкл К. Осборн — The Rockats
- Діббс Престон — The Rockats
- Беррі Райан — The Rockats
- Сматті Сміфф — The Rockats
- Ешер Браунер — офіцер Ерні Гассо
- Беррі Мардер — Раппапорт
- Гленн Супер — містер Булхорн
- Джуд Коул — Джуді
- Джордж Кутупіс — Рей
- Стівен Мур — Джефф
- Тобі Лайонс — грає самого себе
- Дон Кокс — грає самого себе
- Роберт Гудман  — Гарі
- Дара Седака — Крістін
- Френк Загаріно — Конан
- Джеррі Лінн Девіс — Stripper at Party
- Едуардо Корбі — Гектор
- Лі Торладж — жертва містера Булхорна
- Ейлін Ворд — дівчина в чоботях
- Гленн Машка — бармен
- Ден Фіцджералд — сержант Портер
- Мел Джонс — хлопець у в'язниці 1
- Джон Ніттоло — хлопець у в'язниці 2
- Флоранс МакГі — Dowageress 1
- Ді Ді Дірінг — Dowageress 2
- Хорхе Джил — Нед
- Джо Сервін — Oberlin студент
- Ренд Вудбері — хлопець з котом
- Сьюзен Тісдейл — переможець конкурсу Hot Bod
- Томас Дж. Меннінг — парашутист 1
- Пол Альварез — парашутист 2

в титрах не вказані
- Ейпріл Аудья — студент
- Шерман «Біг Трейн» Бергман — студент на канікулах
- Роберт Леві — студент на канікулах
- Тодд Стокман — Guy at Pool Party
- БоБо Вілсон — студент на канікулах